# Nové divadlo (Praha)
Nové divadlo (NoD) v Praze vzniklo v roce 1934. Od března 1936 byl jeho koncesionářem herec Oldřich Nový.

## Založení divadla
Divadlo vzniklo v roce 1934 ve Stýblově paláci na Václavském náměstí v Praze. Kapacita sálu, umístěného v suterénu, byla 260 osob. Divadlo provozoval od listopadu 1934 nejdříve J. Cink, následně až do dubna 1935 režisér Viktor Šulc, po něm pak Ema Švandová-Kadlecová. Po založení divadla působili v souboru mj. Milan Svoboda, Vojta Merten, Jiří Vasmut, R. A. Strejka, Karel Hradilák, později také režisér Ferdinand Hart a krátce také režisér Jindřich Honzl. Od podzimu 1935 byl uměleckým šéfem spisovatel Emil Synek.
V divadle hostovaly i další soubory, například Pražské dětské divadlo Míly Mellanové.

## Divadlo pod vedením Oldřicha Nového
Od března 1936 byl koncesionářem divadla herec Oldřich Nový. Finanční podporu na vedení divadla mu poskytl bankovní ředitel Wiener, otec jeho snoubenky a pozdější manželky Alice Wienerové-Mahlerové. Od června 1936 se starala paní Alice o komerční vedení, reklamu a hospodaření divadla. Současně působila jako překladatelka (pod pseudonymem Valentová, zvoleným po matce O. Nového). Divadlo hrálo denně, v neděli navíc i dopoledne.
- Soubor

V souboru působili např. Franta Paul, Bohuš Hradil, Truda Grosslichtová, Ljuba Hermanová, Mary Grossová-Sedláčková, Ela Lípová, Naďa Sýkorová (současně i jako inspicient), Elisa Pleyová, Běla Tringlerová, Řina Hradecká, Adolf Dohnal, Jindra Láznička, Karel Máj, Štěpán Munk, Karel Němec, Felix Kühne, Olda Ježek, Alois Peterka, Jaroslav Sadílek, Jiří Gagalík a další. V divadle si také zahráli Bohuš Záhorský, Antonín Zacpal, Jiří Vondrovič, Zita Kabátová, Hana Vítová, Ella Šárková, Ella Nollová, Lída Sudová, Blanka Waleská, Jarmila Švabíková a Lída Otáhalová. Představení byla doprovázena produkcí na dva klavíry (hrál např. skladatel S. E. Nováček), později malým orchestrem pod řízením Františka Lukase resp. Jana Seidla. Výpravu navrhoval mj. malíř Jaroslav Veris a architekt Jan Zázvorka.
- Repertoár

Divadlo uvádělo hudební komedie, konverzační i situační. Často se jednalo o klasické veseloherní texty v adaptaci Oldřicha Nového, který zpravidla hrál a zpíval titulní role.
Divadlo fungovalo až do září 1944, kdy byla všechna divadla z nařízení protektorátních úřadů uzavřena. Obnovilo činnost až po osvobození Československa v květnu 1945. Tehdy jmenovala revoluční závodní rada ředitelem divadla opět Oldřicha Nového. Od roku 1946 bylo divadlo provozováno zaměstnaneckým družstvem (Družstvo zaměstnanců a návštěvníků), jehož předsedou byl Oldřich Nový. Po válce došlo k podstatné obměně souboru, nastoupili např. Karel Fořt, Bedřich Vilský a Marie Norrová.

## Citát
| „                 | V Novém divadle Oldřicha Nového jsem se ocitla necelý rok po té, co toto divadlo zahájilo ve Stýblově pasáži na Václavském náměstí svoji činnost. Ta hudební komedie se jmenoval Další, prosím (autory byli O. Nový a R. Kvasnica, premiéra v listopadu 1936) a pro mne to byl kus památečný, protože jsem v něm zpívala svůj první šanson v životě! Oldřich Nový dělal ty své komorní hudební komedie skutečně výborně. Perfektně dovedl spojovat verbální složku divadla se zpěvem, jedno plynulo zcela samozřejmě a lehce z druhého, a všechno to mělo logiku, spád a vtip. | “ |
| — Ljuba Hermanová | |   |

## Zánik divadla
Po únoru 1948 byli do divadla dosazeni poradci. V březnu 1948 se Oldřich Nový rozhodl odejít z divadla a podal výpověď. Dokončil ještě sezónu 1947/1948, neboť většina představení byla vyprodána, zvláště v období připravovaného Všesokolského sletu. Divadlo bylo odevzdáno státu (darovací přípis z 21. března 1948, předání inventáře O. Novým 30. června 1948). O. Nový současně vrátil nevyužitou subvenci na rok 1948 a vykázal přebytek hospodaření divadla přes čtvrt milionu korun. O. Nový se stal členem a režisérem Komické zpěvohry v Karlíně, zvaném též Estrádní divadlo (později Divadlo umění lidu), uměleckým šéfem se zde stal Jan Werich. Ve Stýblově paláci začalo působit Nové veseloherní divadlo, řízené Františkem Hanusem.

## Repertoár, výběr
- 1934 John Dos Passos: Vrcholky štěstí, režie Viktor Šulc
- 1934 Luigi Antonelli: Ostrov opic, režie Viktor Šulc
- 1935 Paul Abraham: Pohádka v grandhotelu
- 1935 Jean de Létraz, A. Steinbrecher: Štěstí do domu, režie Oldřich Nový, (současně vystoupil v roli Andrého)
- 1935 G. B. Shaw: S pravdou ven
- 1935 Vítězslav Nezval: Věštírna delfská, režie Jindřich Honzl
- 1935 L. Aragon, A. Breton: Poklad jezuitů, režie Jindřich Honzl
- 1935 V. V. Škvarkin: Cizí dítě, režie Jindřich Honzl
- 1936 O. Nový, R. Kvasnica: Další prosím, režie Oldřich Nový
- 1936 Ralph Benatzky: Okouzlující slečna, režie Oldřich Nový (současně vystoupil v roli Pavla)
- 1936 O. Nový, R. Kvasnica: Další, prosím..., režie Oldřich Nový (současně vystoupil v roli Úředníka)
- 1936 T. Bernard, R. Benatzky: Kavárnička, režie Oldřich Nový (současně vystoupil v roli Jeana Pompona)
- 1937 L. Marchand, P. Armond, A. Steinbrecher: Krejčí na zámku, režie Oldřich Nový (současně vystoupil v roli Adolpha Hortigana)
- 1938 Hervé, Oldřich Nový (překlad a úprava): Mam'zelle Nitouche, režie Oldřich Nový, v roli Célestina a Floridora Oldřich Nový, v roli Denisy Ljuba Hermanová
- 1939 Ján Móry, O. Nový: Pro tebe všecko, režie Oldřich Nový, (současně vystoupil v roli Jana Hodana)
- 1940 Jan Patrný, S. E. Nováček: Muži nestárnou, režie Oldřich Nový (současně vystoupil v roli Stanislava Janderky)
- 1941 Ralph Benatzky, Karl Vollmöller: Karolina (Coctail), Fred, režie Oldřich Nový (současně vystoupil v roli Freda)
- 1942 B. Corry, G. Achille, O. Nový (překlad a úprava): Jedenáctý v řadě, režie Oldřich Nový (současně vystoupil v roli Štěpána Krapky)
- 1943 František Kožík, Julius Kalaš: Komediant, režie Oldřich Nový (současně vystoupil v roli Bertranda)
- 1944 B. Corry, G. Achille, O. Nový: Jedenáctý v řadě, obnovená premiéra, režie Oldřich Nový (současně vystoupil v roli Štěpána Krapky) – 566 repriz[17]
- 1945 N. V. Gogol, A. Jiránek: Ženitba, režie Oldřich Nový (současně vystoupil v roli Podkolesina)
- 1945 Jean de Létraz, A. Steinbrecher: Štěstí do domu, režie Oldřich Nový
- 1946 E. Pugliesse, S. E. Nováček: Chůdy pana Celestýna, režie Oldřich Nový (současně vystoupil v roli Celestýna)
- 1947 Carlo Goldoni: Lhář, režie Oldřich Nový (současně vystoupil v roli Lelia)
- 1947 Z. Endris, B. Nikodém: Setkání s Evou, režie Oldřich Nový (současně vystoupil v roli spisovatele Klausena)
- 1947 Ladislav Busch-Fekete, S. E. Nováček: Jean, režie Oldřich Nový (současně vystoupil v titulní roli)

## Osobnosti kultury o Novém divadle
Josef Träger
- Nové divadlo se stalo naráz přitažlivou scénou, jakmile se na ní objevil Oldřich Nový. Dovede si vybrat hru odpovídající možnostem jeho komorního souboru, umí převrátit konvenční divadelní zápletky tím, že je ironizuje a zkarikuje a zná dát celému představení pěnivost lehké zábavy…Snad bychom to ani neměli psát; ale dnes, kdy Národní ani vinohradské divadlo nemá herce jeho osobitosti, je Oldřich Nový předurčen pro velké divadlo, kde by mohl být sloupem konverzačního repertoáru, hraného s vkusem a vtipem tak, jak je hrán v rodném svém pařížském prostředí. Zatím je Nového zásluhou, že zvyšuje bezpečné nároky pražského divadelního obecenstva krásnou úrovní svého vlastního divadla.[18]

Ella Šárková
- Nový byl ředitel, který v sobě spojoval všechno: hlavu podniku, režiséra i hereckou hvězdu…Hra se nezkoušela dlouho, ale zato hluboce soustředěně, intenzivně. Naučila jsem se kázni, odpovědnosti, dochvilnosti, přesnosti. Hrávalo se bez nápovědy, bez extempore, bez legrácek, a přece nebo právě proto ve vynikající pohodě.[19]

Karel Dostal
- Nové divadlo v poměrně krátké době svého působení originelním stylem a pečlivou prací, obohatilo pražský divadelní život.[20]

František Kreuzmann
- I ta opereta je "kumšt", když se dělá tak poctivě a tak dobře, jako ji děláte vy.[21]